# يوم علم كندا الوطني
يوم علم كندا الوطني يسمى في كندا اختصارًا «يوم العلم»، هو العلم الذي يُعرض سنوياً في 15 شباط (فبراير) للاحتفال بذكرى تدشين علم كندا في نفس اليوم من عام 1965. يتميّز اليوم برفع العلم، احتفالات عامة، وبرامج تعليمية في المدارس. اليوم ليس عطلة رسمية، على الرغم من وجود نقاش حول جعله عطلة.

## التاريخ

علم كندا الأحمر كما عُرض أول مرة قبل استبداله بالعلم الحالي

بعد نقاشات وحوارات حول العلم الكندي، استخدمت راية ورقة القيقب كبديل للعلم الكندي الأحمر، الذي اعتُمِد للمرة الأولى عام 1868. بقيادة رئيس الوزراء ليستر بولز بيرسون، تمّ تمرير الحلول المقترحة حول العلم الجديد لمجلس العموم الكندي في 15 كانون الأول (ديسمبر) 1964، ثم لمجلس الشيوخ الكندي بعد يومين.
العلم الذي صممه جورج ستانلي اعتمدته إليزابيث الثانية ملكة كندا في 28 كانون الثاني (يناير) 1965، and took effect "upon, from and after" February 15.
تم تأسيس يوم العلم الوطني لكندا عام 1996 من قبل حاكم عام كندا روميو لوبلانك، بناءً على مبادرة قدّمها رئيس وزراء كندا جان كريتيان. في احتفالية يوم العلم الأول التي أقيمت في هال في كيبيك، واجه كريتيان المتظاهرين ضد التخفيضات المقترحة لنظام تعويضات البطالة وأثناء مسيره خلال الحشد، اقترب منه أحد المتظاهرين ودفعه جانباً من رقبته. عام 2010، في الذكرى 45 للعلم، أقيمت الاحتفالات الاتحادية للاحتفال بيوم العلم في وينيبيغ وسانت جونز وأوتاوا وويسلر (كولومبيا البريطانيا) وفانكوفر تزامناً مع الألعاب الأولمبية الشتوية 2010. عام 2011، قدّم رئيس الوزراء ستيفن هاربر في يوم العلم مواطنين كنديين تم تكريم عملهما في الجيش بأعلام كندية، حيث كان ذلك إعلان إطلاق احتفالية الاعتراف السنوي بالوطنية.

## الوضع
اقترح أن يوم العلم يجب أن يتضمن يوم الوطنية الكندية، وذلك لوجود العديد من العطل الرسمية بين رأس السنة الميلادية وجمعة الآلام، باستثناء وجود يوم الأسرة في ألبرتا وأونتاريو وساسكاتشوان ولويس ريل داي في مانيتوبا. تعالت المطالبات للأخذ بهذا المقترح حيث تم الاحتفال بذكرى العلم الأربعين عام 2005. أما في يوم العلم عام 2007، قدّم عضو برلمان الحزب الديمقراطي الجديد بيغي ناش مشروع قانون خاص لجعل يوم العلم عطلة فيدرالية رسمية، وترك القرار للمقاطعات لتقرير ما إذا اليوم سيكون عطلة في تلك المناطق.
على الرغم من أن يوم العلم الوطني في كندا ليس عطلة، إلا أنه يحتفل به مع العديد من الفعاليات الأخرى في جميع أنحاء البلاد.